# Кадры инаугурации президента Мак-Кинли
«Кадры инаугурации президента Мак-Кинли» — немой короткометражный документальный фильм режиссёра Томаса Эдисона. Картина имеет два названия, так как на самом деле было два таких документальных фильма, которые были объединены вместе. Эти два названия — «Президент Мак-Кинли в присягах» и «Сопровождение президента Мак-Кинли в Капитолий». Оба фильма сняты в 1901 году. США 1901 года.

## В ролях
- Уильям Мак-Кинли

## Сюжет
В двух объединённых короткометражках изображён президент Мак-Кинли, совершающий свою последнюю инаугурацию (Мак-Кинли был убит 14 сентября 1901 года).

## Награды
Фильм хранится в Национальном Реестре Фильмов.

## Культурное влияние
В 2000 году Библиотека Конгресса США посчитала эти две короткометражки культурно значимыми.